# Nowa Dębowa Wola
Nowa Dębowa Wola (dawn. Dębowa Wola-Las) – wieś w Polsce, położona w województwie świętokrzyskim, w powiecie ostrowieckim, w gminie Bodzechów.
W latach 1975–1998 miejscowość administracyjnie należała do województwa kieleckiego.
Wieś sołecka – zobacz jednostki pomocnicze gminy Bodzechów w  BIP.
Przez wieś przechodzi  niebieski szlak turystyczny z Łysej Góry do Pętkowic i  zielony szlak rowerowy im. Witolda Gombrowicza.
Wierni Kościoła rzymskokatolickiego należą do parafii św. Antoniego w Sarnówku.

## Części wsi
| SIMC    | Nazwa       | Rodzaj     |
| ------- | ----------- | ---------- |
| 0229760 | Górna Połać | część wsi  |
| 0229777 | Płatkowizna | przysiółek |

## Historia
W wieku XIX Dębowa Wola wieś w  ówczesnym powiecie opatowskim, gminie Ruda Kościelna, parafii Sienno.
- 1827 było tu 19 domów 109 mieszkańców
- 1881 domów było 28 i 202 mieszkańców na 301 morgach ziemi włościańskiej,

Druga część Dębowej Woli (obecnie Nowa Dębowa Wola) według opisu z 1881 liczyła 2 domy 31 mieszkańców i 16 mórg obszaru. Dębowa Wola według słownika założona została w 1491 r.
- 1921 Według spisu powszechnego – Dębowa Wola (wieś) liczyła 45 domów 248 mieszkańców

Dębowa Wola Nowa (kolonia) –  16 domów i 94 mieszkańców.